# Научно-технолошки парк
Научно-технолошки (НТ) паркови јесу врста индустријског парка. Они представљају агломерацију малих и средњих предузећа (МСП) у домену високих технологија (дефинисаних према OECD-у као предузећа која у истраживање и развој улажу више од 8% својих расхода), повезану са образовним или истраживачким институцијама, која обезбеђује инфраструктуру и услуге за активности окупљених МСП, првенствено некретнине и пословни простор, олакшава процес трансфера технологије, и намењена је подстицању привредног развоја региона у ком се налази. 
У НТ парку се окупљеним фирмама пружа читав спектар услуга које им доносе битне предности у односу на конкуренцију. Циљ оснивања парка јесте реиндустријализација, регионални развој и стварање синергије. Правно окружење НТ парка представља један од најбитнијих фактора које при разматрању улагања у њега треба размотрити. Под овим се подразмева опсег делатности, право власништва над интелектуалном својином, једноставност отварања и затварања фирми унутар парка, пореске погодности, и финансирање паркова и фирми у њима. 
Битни фактори за успех једног парка су: 
- добра веза с Интернетом,
- саобраћајне могућности,
- квалитет и обим услуга које се нуде окупљеним компанијама и
- квалитет околине.

У типичном парку увек се налази и Инкубатор технолошких компанија који је намењен лакшем покретању нових предузећа. 

## У Србији
У Србији се НТ паркови планирају у Новом Саду (Универзитет у Новом Саду), Београду (Институт Михајло Пупин, Институт Винча, Институт за хемијске изворе струје) и Нишу (Универзитет у Нишу). За сада су за ове локације урађене студије изводљивости, и покренуто је Такмичење за најбољу технолошку иновацију у Србији као метод проналажења будућих становника ових паркова. На десетине фирми на поменутим локацијама већ се баве високим технологијама.